# Princeton (Virginia Occidental)
Princeton es una ciudad situada en el condado de Mercer, Virginia Occidental, Estados Unidos. Tiene una población estimada, a mediados de 2023, de 5642 habitantes.
Es la sede del condado. 

## Geografía
La localidad está ubicada en las coordenadas 37°22′8″N 81°5′46″O / 37.36889, -81.09611. Según la Oficina del Censo, tiene una superficie total de 7.91 km², de los cuales 7.81 km² corresponden a tierra firme y 0.10 km² están cubiertos de agua.

## Demografía
Según el censo de 2020, en ese momento la localidad tenía una población de 5872 habitantes. La densidad de población era de 752 hab./km². El 85.39% de los habitantes eran blancos, el 6.74% eran afroamericanos, el 0.39% eran amerindios, el 0.89% eran asiáticos, el 0.03% eran isleños del Pacífico, el 0.82% eran de otras razas y el 5.74% eran de una mezcla de razas. Del total de la población, el 2.25% eran hispanos o latinos de cualquier raza.